# اوتو لدرر
اوتو لدرر (انگلیسی: Otto Lederer؛ ‏ ۱۷ آوریل ۱۸۸۶ – ۳ سپتامبر ۱۹۶۵) بازیگر اهل ایالات متحده آمریکا بود.
از فیلم‌ها یا برنامه‌های تلویزیونی که وی در آن نقش داشته‌است، می‌توان به دقیقاً درست می‌گی، خواننده جاز، شاهنشاه، و جادوگر شهر از اشاره کرد.